# Helvecis
|  | No s'ha de confondre amb Helvis. |

Els helvecis (llatí: Helvetii) foren un poble celta que en temps de Juli Cèsar ocupava la regió entre el Jura, a l'oest, el Roine i el llac Leman al sud, i el Rin a l'est i nord. Malgrat haver donat nom a l'actual Suïssa, oficialment en llatí Confœderatio Helvetica, de les informacions donades per Cèsar no es desprèn que en aquell temps els helvecis ocupessin cap part important d'aquest estat, més aviat es pensa que vivien a la plana i alguns turons del nord-oest, però no pas a les muntanyes.

## Nom
L'endònim Helvetii deriva bàsicament del gal elu-, que significa "guany, prosperitat" o "multitud", relacionat amb el gal·lès elw i el prefix irlandès antic il-, que volen dir "molts" o "múltiples" (des de l'arrel protoindoeuropea *pelh1u- "molt"). La segona part del nom ha estat interpretada de vegades com a *etu-, "terreny, herbassar", cosa que duu a interpretar el nom tribal com a "rics en terres".
El primer testimoni del nom es troba en un graffito en un vas de Màntua, datat cap al 300 aC. La inscripció en alfabet etrusc diu eluveitie i ha estat interpretada com a la traducció etrusca del celta elu̯eti̯os («l'helveci»), presumptament referit a un home d'ascendència helvètica que vivia a Màntua.
El nom de la personificació nacional de Suïssa, Helvetia, i el nom neo-llatí del país, Confoederatio Helvetica, deriven de el nom dels Helvetii.
L'estel 51 Pegasi va ser anomenat Helvetios en honor d'aquest poble. Fou el primer estel de seqüència principal descobert que tenia un exoplaneta en òrbita.

## Territori
Estrabó situa el recis fins a una petita part del llac Constança i els helvecis i vindèlics ocupant la resta de les ribes d'aquest llac; la part que anomena les planes dels helvecis són la rodalia del llac Leman (la part nord); els recis i nòrics, vivien a l'est ocupant els passos de muntanya cap a Itàlia.
Tradicionalment es va pensar que una part d'ells vivia a Germània i Tàcit diu que si era així el lloc més probable era entre la Hercynia Silva, el Rin i el Main (Moenus), però en tot cas ja havien estat expulsats en temps de Cèsar i no passaven del Rin.
El Jura (Jurassus) separava els helvecis dels sèquans; la part del Jura ocupada tenia per límit oriental els llacs de Neuchatel i Bienne, i per occident la vall del Doubs (antic Dubis). Cèsar només coneixia un pas entre el país dels helvecis i els des sèquans, pas que era sud-oest de Ginebra.
Claudi Ptolemeu esmenta els helvecis i situa els lingons (lingones) després d'ells, a les muntanyes Jurassus, tot i que els lingons eren als Vosges.

### Subdivisions (Pagi)

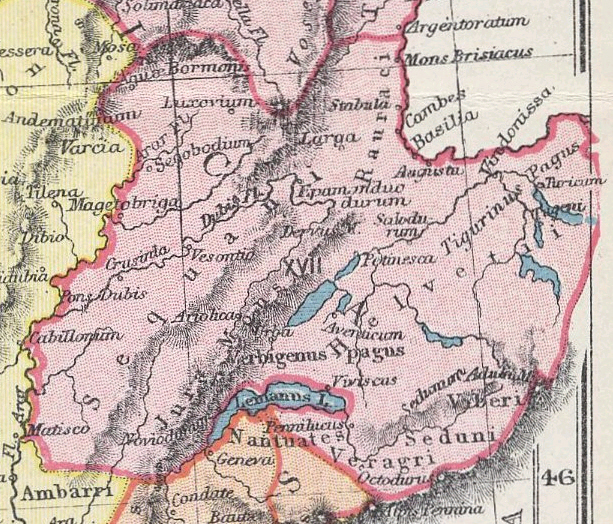
La província romana Maxima Sequanorum, ocupada per sequans i helvecis, cap al 300

El país dels helvecis estava dividit en quatre districtes (pagi) i tenia dotze ciutats i 400 llogarrets segons Cèsar, que esmenta dos dels pagi: el de Tigurinus i el de Verbigenus (els altres dos pagi no són coneguts però per una inscripció se suposa que un d'ells seria el Pagus Tugeni).
- Pagus Verbigenus: potser caldria llegir Urbigenus, possible nom antic derivat d'Urba, que és la ciutat d'Orbe, a la riba del riu Orbe, però la troballa a Salodorum (Solothurn) d'una inscripció que diu "genio verbig" ha fet suposar que Verbigenus és correcte i era el país de Solothurn. Per una altra inscripció a Baden-Baden (que esmenta Aquae Verbigenae, ciutat equivalent a Aquae Helveticae) se suposa que els pagus Verbigenus s'estenia fins a Baden, al riu Limmat, afluent del Aar.

- Pagus Tigurinus: una inscripció a Avenches (l'antiga Aventicum) que diu "genio pagi Tigor." permet situar als tigurins al sud dels verbigens, anant el seu territori del Jura al Roine, sense poder determinar el límit oriental, ja que el suggeriment de Zúric és desvirtuat perquè el seu nom fou Statio Turicen segons resulta d'una inscripció, el que està d'acord amb el seu nom medieval de Turicum o Turegum, i una inscripció que esmenta "genio pagi Tigur." i que es pensava havia estat trobada a Zuric hauria estat trobada realment a un altre lloc i B. Rhennaus va suggerir Uri, que seria el pagus Tigurinus, opinió que té pocs defensors.

- Pagus Tugeni: els tugenis o tugens són esmentats per Estrabó junt amb els tigurins i una ciutat de nom Tugen, a l'est del llac de Zuric, derivaria d'ells el seu nom, i la vall de Toggenburg (o Tuggenburg) a la riba del  Thur, també. En temps de Cèsar potser ocupaven el país del llac Constança, el riu Limmat, el llac de Wallenstadt i part del curs del Rin a l'oest i est del llac; dins aquest territori hi hauria Zuric, Vitodurum (Oberwinterthur prop de Winterthur), Arbor Felix (Arbon) i Vindonissa (Windisch).

Pel que fa al quart pagus, podria ser el del poble dels ambrons (ambrones) que són esmentats per Gai Mari juntament amb els tugeni, i Eutropi també esmenta aquestos dos pobles junts i els suposa gals; si realment foren els quarts, haurien viscut al sud dels verbigens i dels tugens, a la proximitat del llac de Ginebra, a l'alta vall de l'Aar i el Reuss i fins al Roine i el Llac de Constança.

## Guerra de les Gàl·lies

### Emigració a l'oest

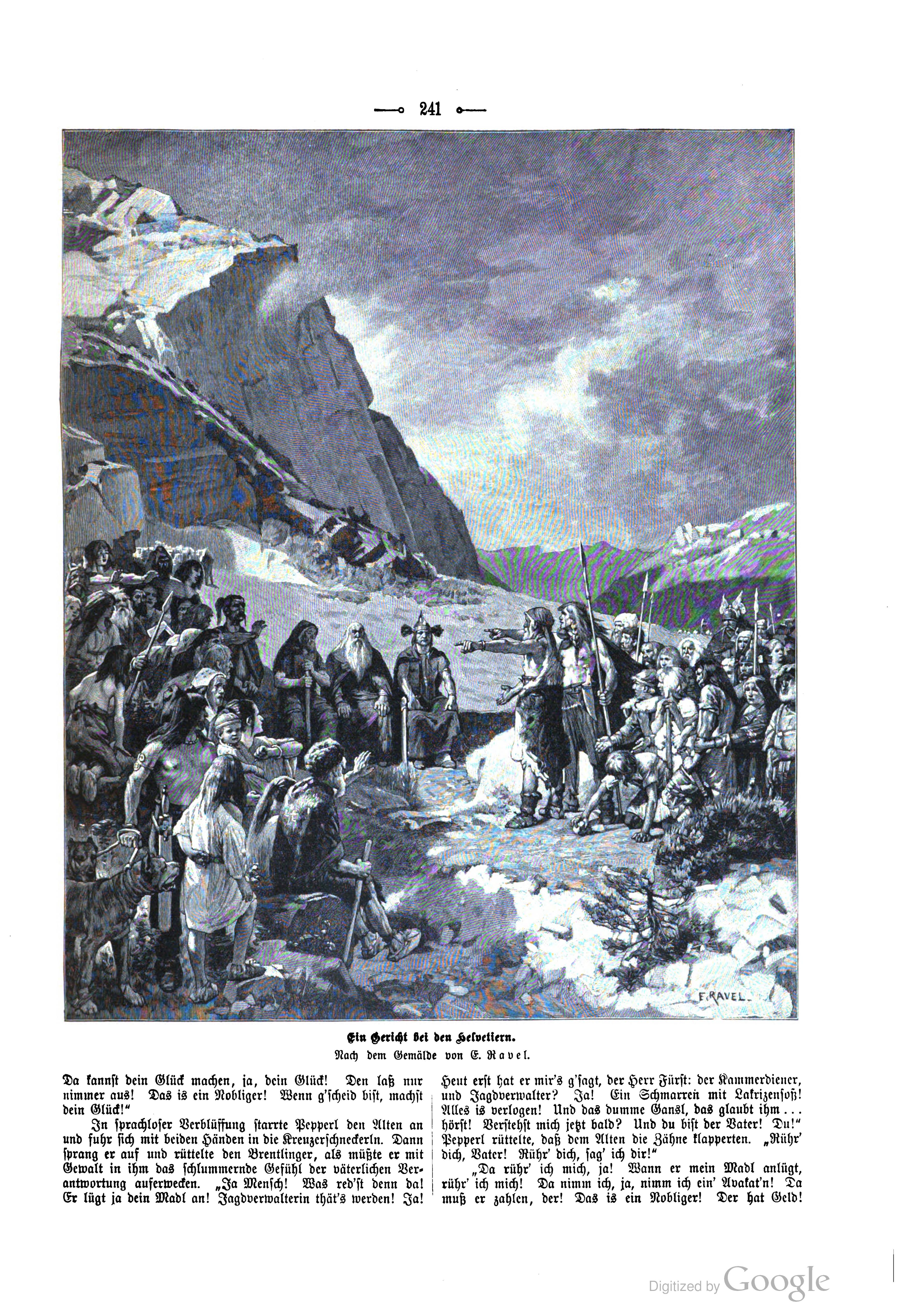
Els helvecis reunits en consell, discutint l'emigració a l'oest

Els helvecis ocupen un lloc destacat dins la Guerra de les Gàl·lies, ja que l'intent d'emigració a Aquitània liderat pel seu cap Orgetorix acabà desencadenant l'inici de les hostilitats el 58 aC. Cèsar relata la història al seu llibre De Bello Gallico, on explica com Orgetorix va convèncer el poble d'emigrar, al·legant que eren els gals més valents, no haurien de tenir dificultats en conquerir un nou país. Es van aliar als al·lòbroges i van respectar als poderosos sèquans i hedus; durant dos anys es van fer preparatius i al tercer va començar l'emigració.
Abans de la sortida, Orgetorix va visitar al cap sequà Casticus, el pare del qual Catamantoloedes havia estat rei, i el va convèncer per assolir el poder; llavors va convèncer a Dumnorix, germà de Divitiacus, cap dels hedus, de fer el mateix i li va donar a la seva filla com a dona. Amb la promesa del suport dels helvecis considerats un poble molt valent (però sobre el que Orgetorix no tenia el poder), els dos caps van prendre el poder; quan es va saber, els helvecis van portar a judici a Orgetorix i fou condemnat a morir cremat; però Orgetorix es va revoltar amb deu mil esclaus, parents, clients i seguidors, però aviat, combatut pels altres caps helvecis, va morir o es va suïcidar.
Els helvecis van incendiar les seves dotze ciutats i 400 llogarrets i tot el que no es van poder emportar i van sortir del país que ocupaven; els ràuracs (de la regió de Basilea (probablement dependents dels sèquans), els tulinges (de l'est del Rin) i els latobriges (també de l'est del Rin) es van unir a ells, i també un grup procedent de Germània que probablement no eren germànics sinó les restes dels gals helvecis que vivien a Germània; finalment es va unir també un grup de bois. Tots junts van avançar cap al sud-oest, però es van trobar amb els romans dirigits per Cèsar, que ocupaven les posicions altes prop de Bibracte, capital dels hedus.

### Topada amb els romans
Els helvecis, que es volien dirigir al país dels santons a la Garona, només podien sortir dels seus territoris per dues vies; una d'elles portava al Roine a la regió de la Ginebra a través del país dels Al·lòbroges. Els helvecis van elegir aquesta i van creuar el Roine per un pont prop de Ginebra. Cèsar diu que els helvecis eren a Ginebra un 28 de març i demanaven pas lliure als al·lòbroges que dominaven Ginebra. Juli Cèsar era procònsol a la Gàl·lia Cisalpina i a Provincia (la futura Gàl·lia Narbonense), i en aquell moment era a Roma i al tenir notícia dels moviments helvecis va anar a Ginebra; només tenia una legió, i va ordenar destruir el pont de Ginebra que els helvecis encara no havien creuat.
Els helvecis van demanar pas lliure però Cèsar, amb el precedent d'un exèrcit romà derrotat en la batalla de Burdigala el 107 aC, a la qual hi van morir el cònsol Luci Cassi Longí i el general Luci Calpurni Pisó pels helvecis el 107 aC, va negar el permís però va dir que ho consideraria abans del 13 d'abril; en aquest pocs dies Cèsar va intentar organitzar totes les seves forces, mobilitzant més homes i va construir una muralla al sud del Roina d'uns 30 km de llarg i uns 5 metres d'altura, amb torres de tant en tant.
El dia 13 va negar el permís als helvecis definitivament i aquestos no van tardar a intentar creuar la muralla construïda a correcuita per Cèsar; van travessar el riu amb barques i armadies, i van atacar la muralla de vegades de dia i altres de nit, però sempre foren rebutjats. Així que els helvecis van haver de buscar un altre camí. La segona via passava pels país dels sèquans, era un estret pas entre la Serralada del Jura i el Roine. Amb la mediació del príncep edu Dumnorix el permís els fou acordat pels sèquans.

### La batalla de l'Arar

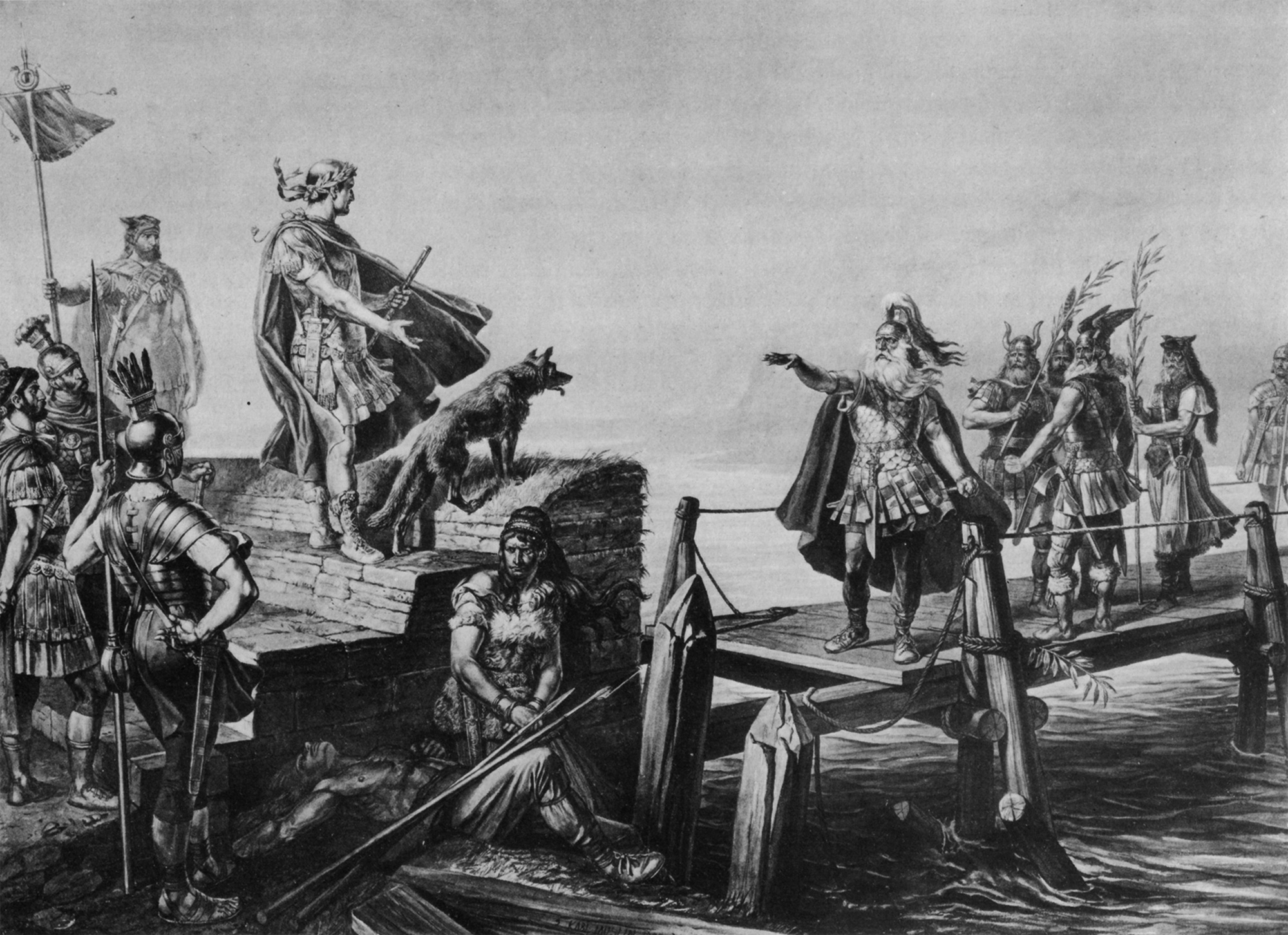
Juli Cèsar i Divicó parlamentant després de la batalla de l'Arar

Cèsar va deixar encarregat de la vigilància del mur a Tit Labiè i va anar al nord d'Itàlia a buscar tropes de reforç, reclutant dues legions, i en va portar tres legions més dels seus quarters d'hivern a Aquileia, i amb aquestes forces va passar els Alps pel país dels voconcis, va creuar l'Isara entrant al territori dels al·lòbroges on va creuar el Roine cap al país dels segusiaves, la capital dels quals era Lugdúnum i tenien una part del seu territori a l'angle entre l'Arar (actual Saona) i el Roine. Els helvecis creuaven l'Arar o Saône amb barques i quan tres quarts ja havien creuat la quarta part que restava (els tigurins) fou atacada per Cèsar; els tigurins foren el poble que va derrotar a L. Cassius i havia matat a Luci Calpurni Pisó, avi del sogre de Cèsar.;
Els tigurins foren derrotats i els que es van escapar es van amagar al bosc. El cap dels tigurins, Divicó, que ja era cap al 107 aC en temps de la victòria sobre Cassius, va demanar a Cèsar la pau.

### La batalla de Bibracte
Cèsar es va disposar a atacar a la resta dels helvecis; aquest van veure els seus moviments i també es van col·locar. La batalla general va durar des migdia fins que va caure la nit i cap helveci va girar cua mentre va durar; ja de nit fosca la lluita encara seguia; finalment els romans van aconseguir el control dels carros i el camp de l'enemic; els helvecis foren massacrats sense pietat; una fila i un fill d'Orgetorix foren fets presoners; de tres-cents mil helvecis que havien iniciat la marxa només cent trenta mil van sobreviure i es van poder escapar cap al país dels lingons.
Cèsar de moment no els va seguir i es va ocupar dels ferits i dels molts presoners que havia fet, però va enviar un missatge als lingons, amenaçant-los en cas d'assistir als seus enemics, i després es va posar en marxa al seu darrere tres dies després; una delegació dels helvecis se li va presentar i li va demanar pietat; Cèsar els va dir que s'haurien d'esperar on eren i esperar que ells arribés; quant va arribar va demanar les seves armes, ostatges, i l'entrega dels esclaus que s'havien emportat o se'ls havien unit; a la nit sis mil verbigens es van escapar direcció al Rin cap a Germània, però Cèsar va ordenar al poble que dominava el territori on eren de retornar-los; sis mil homes sense armes foren retornats i sense assistència probablement van morir de gana.

### Retorn a Helvècia
Molts helvecis foren massacrats per ordre de Cèsar; només uns cent deu mil helvecis i aliats van poder tornar a les seves terres i se'ls va ordenar reconstruir les seves llars, i Cèsar va ordenar als Al·lòbroges d'ajudar-los amb gra fins a la primera collita doncs no volia que l'antic territori dels helvecis (Helvècia, llatí Helvetia) quedés sense ocupants doncs temia que fos ocupat per grups germànics. A les tauletes dels helvecis trobades al seu camp, escrites en caràcters grecs, s'havia registrat el nombre total d'homes que podien portar armes i que havien deixat les seves llars, un registres de nens, vells i dones; aquests tauletes donaven 36000 tulinges, 1400 latobriges, 23000 rauracs, 32000 bois, i 263000 helvecis, és a dir en total 368.000 persones de les quals 92.000 eren guerrers.
El 52 aC, uns deu mil helvecis es van unir a Vercingetorix contra Roma.